# 七浦広志
七浦 広志（ななうら ひろし、1964年12月14日 - ）は、日本の医師・写真家・陶芸家。血液型はB型。

## 略歴
和歌山県伊都郡高野町冨貴出身。奈良県御所市に育つ。
父・義郎は開業医。母・貞子は陶芸家。兄・高志は開業医。御所市医師会副会長、奈良県医師会理事。
奈良県立五條高等学校、愛知医科大学医学部医学科卒業。
1998年4月、愛知医科大学付属病院助手、2000年7月～2010年12月、岐阜県中津川市国民健康保険坂下病院・泌尿器科部長、臨床検査科部長。2011年1月～2014年3月、岐阜社会保険病院・泌尿器科部長、在宅診療部長。2014年4月、トヨタ自動車入職。
現在は、トヨタ自動車統括産業医、厚生労働省労働政策審議会安全衛生分科会委員
、産業医科大学非常勤講師。認定産業医、健康スポーツ医。日本産業衛生学会代議員・東海地方会理事。他に日本泌尿器科学会専門医。日本プライマリケア学会認定医、指導医。卒業臨床研修指導医。緩和ケア習得医。厚生労働省委託母性健康管理研修会講師、「今日の治療指針」執筆などを担当。
写真家、陶芸家としての活動は国際美術協会理事、各種美術協会会員、審査員を歴任。海外ではパリ、中国、韓国にて美術展、グループ展開催。国内は銀座、心斎橋で個展や母との二人展を開催し現在に至る。母、貞子の作品はルーブル美術館、故宮博物院に所蔵。